# Lagunas altoandinas y puneñas de Catamarca
Las lagunas altoandinas y puneñas de Catamarca conforman un humedal ubicado en los departamentos de Antofagasta de la Sierra, Belén y Tinogasta de la provincia de Catamarca, Argentina. El 2 de febrero de 2009 fue declarado sitio Ramsar n.º 1865 y es el n.º 18 en la Argentina. Coincide en parte con la Reserva Laguna Blanca. Es uno de los catorce sitios de la «Red de humedales para la conservación de flamencos altoandinos» en Argentina, Bolivia, Chile y Perú.
Tiene una superficie de 1 228 175 ha dividida en dos subsitios, el norte y el sur. Dentro del sitio se encuentra la localidad de El Peñón.

## Subsitios
- Norte: ubicado en el noroeste y centro oeste de la provincia, es una altiplanicie a 4 300 m s. n. m. con cuencas endorreicas con las lagunas Diamante, del Salitre, Aparoma, Baya, Peinado, Purulla y Grande. Esta última es sitio de nidificación y concentración estival del flamenco de James.

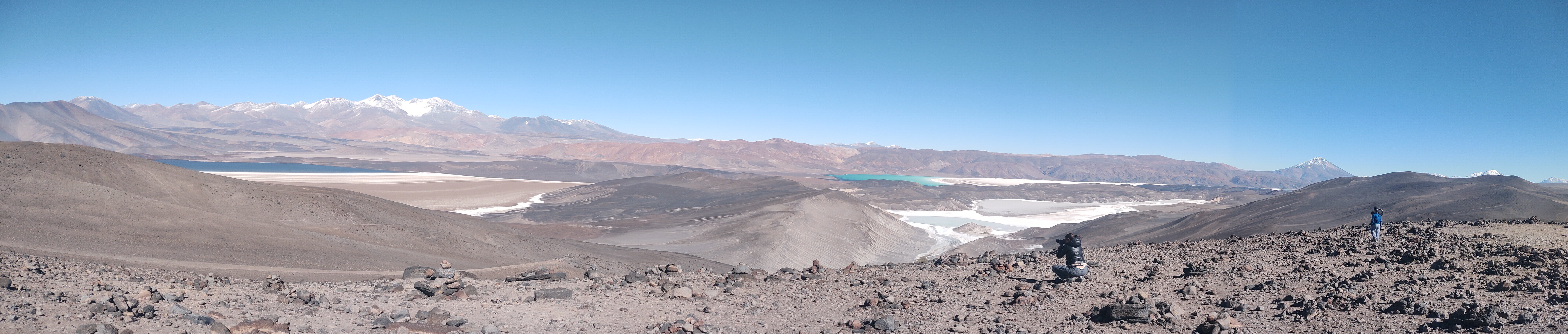
Balcón del Pissis y sus lagunas

- Balcón del Pissis y sus lagunasSur: ubicado en el sudoeste de la provincia donde se encuentran dos de las montañas más altas de América, el Nevado Ojos del Salado (6 893 m) y el Monte Pissis (6 795 m) y las lagunas Azul, Negra, Verde, Las Tunas, Tres Quebradas y Aparejos. Esta última es sitio de nidificación del flamenco andino.[2]

## Fauna
- Aves: Los flamencos de James (o parina chica) que habitan en la zona representan el 18% de la población mundial de esta especie; mientras que el flamenco andino o parina grande representa el 6% mundial. Otras especies: flamenco austral, gallareta cornuda, y catorce especies de aves migratorias, entre ellas el playerito pectoral, el playero de Baird y el pitotoy chico

- Especies endémicas: gallareta gigante, avoceta andina, pato crestón, vicuña, zorro colorado

- Especies amenazadas: gato andino (en peligro), chinchilla (en peligro crítico) y la Telmatobius hauthali, una especie de rana endémica de Catamarca.[1]

## Amenazas
Las amenazas sobre la zona son el sobrepastoreo, el turismo sin controles, las exploraciones mineras y la recolección de huevos de flamenco.